# فقد النطاف الخصوي
فقد النطاف الخصوي (بالإنجليزية: Testicular azoospermia)‏ هو أحد أنواع فقد النطاف، ويمتاز بخصتين غير طبيعية أ، ضامرة أو مفقودة وهنالك خلل أو انعدام في إنتاج النطف.
ترتفع مستويات الهرمون المنشط للحوصلة (فرط موجهة الغدد التناسلية) نتيجة لاضطراب آلية الارتجاع. هذه الحالة تمثل من 49 إلى 93٪ من حالات فقد النطاف. الفشل الخصوي يتضمن عدم وجود إنتاج أو الفشل في الإنتاج أو إنتاج منخفض أو توقف النضج أثناء تكوين الحيوانات المنوية.
أسباب الفشل الخصوي تتضمن مشاكل خلقية مثل:
- أمراض خلقية مثل متلازمة كلاينفيلتر
- اختفاء الخصية الكاذب
- متلازمة خلايا سيرتولي فقط
- عدوى مكتسبة، مثل التهاب الخصية
- جراحة إصابة أو ورم
- الإشعاع[2]

كما يبدو أن الخلايا البدينة تفرز موادا وسيطة التهابية تثبط حركة النطفة ويحتمل أن تأثيرها انعكاسي، ويعتقد أنها آلية فيزيولوجية مرضية تؤدي إلى الالتهاب.
بشكل عام، إن الرجال الذين يعانون من فقد نطاف مع فرط موجهة الغدد التناسلية قد يحتاج لتقييم كروموسومي.